# Temple de Casti
Le temple de Casti est un temple protestant, situé dans le village de Casti, sur le territoire de la commune grisonne de Casti-Wergenstein, en Suisse.

## Histoire
Construite au XIIe siècle de style roman, l'église est agrandie avec un clocher massif qui sera utilisé jusqu'à la Réforme protestante de 1484. À l'intérieur se trouvent des peintures murales gothiques réalisées par le Maître de Waltensburg.
Rénovée entre 1971 et 1973, puis à nouveau entre 1990 et 1994, l'église est inscrite comme bien culturel d'importance régionale.

## Source
- (de) Cet article est partiellement ou en totalité issu de l’article de Wikipédia en allemand intitulé « Reformierte Kirche Casti » (voir la liste des auteurs).